# A Holy Terror
Pour plus de détails, voir Fiche technique et Distribution.
A Holy Terror est un film américain réalisé par Irving Cummings et sorti en 1931.

## Synopsis
Tony Bard est un joueur de polo qui voyage dans l'Ouest américain pour enquêter sur le meurtre de son père, où il rencontre Jerry Foster, dans un ranch du Wyoming. Après avoir été kidnappé, Tony réussi à s'échapper pour découvrir que son véritable père est un autre homme, dont il a été séparé à la naissance.

## Fiche technique
- Réalisation : Irving Cummings, assisté de Lesley Selander (non crédité)
- Scénario : Alfred A. Cohn, Myron C. Fagan
- Production : Fox Film Corporation
- Photographie : George Schneiderman
- Montage : Ralph Dixon
- Durée : 53 minutes
- Date de sortie:
  - États-Unis : 19 juillet 1931

## Distribution
- George O'Brien : Tony Bard (« Woodbury »)
- Sally Eilers : Jerry Foster
- Rita La Roy : Kitty Carroll
- Humphrey Bogart : Steve Nash
- James Kirkwood : William Drew
- Stanley Fields : Butch Morgan
- Robert Warwick : John Bard (« Thomas Woodbury »)
- Richard Tucker : Tom Hedges
- Earl Pingree : Jim Lawler